# Picture Transfer Protocol
Das Picture Transfer Protocol (PTP) ist ein von der International Imaging Industry Association entwickeltes Protokoll zum Austausch von Bildern zwischen Digitalkameras und anderen Geräten wie Computern oder Druckern. Es wurde vom IT10-Komitee entwickelt und im Jahr 2000 als ISO 15740 und als PIMA 15470 standardisiert.

## Funktionsweise
Der Vorteil des Protokolls gegenüber anderen Lösungen liegt darin, dass keine zusätzlichen Gerätetreiber benötigt werden: Jedes PTP-fähige Gerät läuft also an jedem PTP-fähigen Gerät ohne zusätzlichen Aufwand.
Das Verfahren wurde als ISO 15740 in 2. Auflage am 15. April 2011 veröffentlicht. Es war ursprünglich nur für USB-Verbindungen vorgesehen, wurde aber auch auf drahtlose Verbindungen (PTP/IP, Picture Transfer Protocol over Internet Protocol) erweitert. Nicht jeder Kamerahersteller hält sich in vollem Umfang an diesen Standard. So kann es sein, dass einige Kameras zwar PTP unterstützen, jedoch nicht alle Funktionen zur Verfügung stehen.
Obwohl es noch kein etablierter Standard war, wurde das Protokoll bereits von vielen Kameras und Betriebssystemen (z. B. Microsoft Windows ab ME, Mac OS X, Linux und andere Unix-Derivate) ab ca. 2000 unterstützt. Sogar einige tragbare Musikspieler (wie beispielsweise diverse Modelle von Cowon) können Kameras über PTP ansprechen, wodurch es z. B. möglich ist, durch Verschieben der Fotos auf den Musikspieler Platz auf dem Speichermedium der Kamera zu schaffen.
Im Herbst 2004 wurde von Microsoft und Canon eine Weiterentwicklung vorgestellt, das Media Transfer Protocol (MTP).

## Software

### Linux
- gPhoto2
  - digiKam
  - F-Spot
  - gThumb
- libmtp[1]

### Mac OS X
- Digitale Bilder (Image Capture.app)
- iPhoto
- libmtp[1]
- Sofortbild
- iStopMotion

### Windows
- digiCamControl[2]
- MediaMonkey
- PhotoRemote
- Windows Media Player 10